# Соглашение об ассоциации между Украиной и Европейским союзом
Соглашение об ассоциации между Украиной и Европейским союзом (укр. Угода про асоціацію між Україною та Європейським Союзом, англ. Ukraine–European Union Association Agreement) — международный договор, имеющий целью углубление интеграции между Украиной и Европейским союзом в сфере политики, торговли, культуры и укрепления безопасности. Соглашение об ассоциации заменило прежнее Соглашение о партнёрстве и сотрудничестве между Европейскими сообществами и Украиной.
Переговоры о заключении Соглашения об ассоциации велись между Украиной и Европейским союзом с 2007 года. Текст нового документа был окончательно согласован ещё в ноябре 2011 года, но в связи с осложнившимися отношениями между Евросоюзом и Украиной его подписание несколько раз откладывалось, при этом Евросоюз выдвинул украинскому руководству ряд предварительных условий. 30 марта 2012 года Соглашение было парафировано главами делегаций Украины и Евросоюза. В ноябре 2013 года, за несколько дней до Вильнюсского саммита «Восточного партнёрства», где планировалось провести подписание Соглашения об ассоциации, процесс подготовки к подписанию был по инициативе украинского правительства приостановлен.
Отказ президента Украины Виктора Януковича подписать соглашение с Евросоюзом стал поводом для массовых акций протеста в Киеве, и после почти трёх месяцев сложного противостояния в конце февраля 2014 года Виктор Янукович бежал из Украины. 2 марта новое правительство распорядилось возобновить процесс подготовки к подписанию соглашения. 21 марта представители ЕС и Арсений Яценюк подписали политический блок Соглашения — ту часть документа, которая касается политического взаимодействия, вопросов безопасности и борьбы с терроризмом. 27 июня 2014 года была подписана экономическая часть Соглашения.
16 сентября 2014 года Верховная рада одобрила законопроект о ратификации Соглашения об ассоциации между Украиной и Европейским союзом, который в тот же день был подписан президентом Петром Порошенко. Однако по требованию России 12 сентября 2014 года в Брюсселе на переговорах «Украина — Россия — ЕС» была достигнута договорённость об отсрочке имплементации соглашения о создании зоны свободной торговли Украина — ЕС до 31 декабря 2015 года. С 1 ноября 2014 года Украина приступила к реализации основных положений Соглашения, исключая создание зоны свободной торговли. С 1 января 2016 года в режиме временного применения также начали действовать положения в отношении зоны свободной торговли. Ратификация Соглашения была завершена со стороны Евросоюза 11 июля 2017 года (утверждение Советом Европейского союза). Соглашение полностью вступило в силу 1 сентября 2017 года.
В среду, 3 ноября 2021, на заседании экономического Комитета Верховной Рады Украины народные депутаты приняли официальные рекомендации для правительства Украины о необходимости пересмотра (изменения) условий Соглашения об ассоциации с ЕС, принятого в 2014 году, из-за его невыгодности и экономической убыточности для Украины.

## Содержание соглашения
Текст Соглашения об ассоциации состоит из преамбулы и семи разделов (titles). Некоторые крупные разделы разбиты на тематические главы (chapters). Весь текст разбит на 486 статей со сквозной нумерацией (articles). В документ также входят 44 приложения, 3 протокола и декларация общим объёмом около 2000 страниц, которые также являются частью соглашения.
В Преамбуле содержится признание Украины европейской страной, имеющей общую историю и общие ценности со странами — членами ЕС, приветствуются евроинтеграционные устремления Украины — сближение с ЕС в политической, экономической и правовой сферах, включая обязательство сформировать стабильную демократию и рыночную экономику, а также указывается на зависимость политической ассоциации и экономической интеграции Украины с ЕС от выполнения Соглашения об ассоциации.
В Разделе І определяются общие принципы ассоциации между ЕС и Украиной: соблюдение принципов демократии, прав и свобод человека, верховенства права, суверенитета, территориальной целостности, нерушимости границ и независимости, а также борьбы с распространением оружия массового поражения. Ключевыми принципами взаимодействия провозглашаются принцип свободной рыночной экономики, надлежащее государственное управление, борьба с коррупцией, различными формами транснациональной организованной преступности и терроризмом, содействие устойчивому развитию и многосторонним контактам.
В Разделе ІІ приводятся цели политического диалога и сотрудничества между ЕС и Украиной, определяются уровни и форматы политического диалога: саммит Украина — ЕС, на министерском уровне диалог в рамках Совета по вопросам ассоциации. Политический диалог направлен на углубление политической ассоциации, усиление сотрудничества в сфере международной безопасности и кризисного управления, а также содействие продвижению внутренних политических реформ. Отдельная статья посвящена ратификации и внедрению Римского статута Международного уголовного суда и его соответствующих инструментов.
Раздел ІІІ «Юстиция, свобода и безопасность» касается сотрудничества в сфере права, соблюдения прав человека, защиты персональных данных, сотрудничества в сфере миграции, предоставления убежища и пограничного контроля, перемещения лиц, обращения с работниками, мобильности рабочей силы, сотрудничества в борьбе с преступностью и коррупцией, незаконным оборотом наркотиков, отмыванием денег и финансированием терроризма.
Раздел ІV «Торговля и вопросы, связанные с торговлей» определяет вхождение Украины в Углублённую и всеобъемлющую зону свободной торговли ЕС (УВЗСТ). По мере сближения украинского законодательства со стандартами ЕС УВЗСТ обеспечит дальнейшую экономическую интеграцию во внутренний рынок ЕС. Это означает ликвидацию почти всех тарифов и барьеров в сфере торговли товарами, предоставления услуг и вложения инвестиций (особенно в энергетической отрасли). С принятием соответствующих правил ЕС Украина получает доступ к его рынкам, в том числе к сфере госзакупок.
Раздел V «Экономическое и отраслевое сотрудничество» состоит из 28 глав, в которых рассматриваются вопросы сотрудничества в энергетике, макроэкономического сотрудничества, управления государственными финансами, налогообложения, статистики, экологии, транспорта, сотрудничества в космической отрасли, научно-технического сотрудничества, промышленной политики и политики предприятий, добывающей и металлургической промышленности, финансовых услуг, корпоративного права, корпоративного управления, бухгалтерского учёта и аудита, информационного общества, аудиовизуальной политики, туризма, сельского хозяйства и развития сельскохозяйственных регионов, рыболовства и морской политики, реки Дунай, защиты прав потребителей, сотрудничества в сфере занятости, социальной политики и политики равных возможностей, охраны здоровья, образования, обучения и молодёжи, культуры, спорта и физической активности, гражданского общества, трансграничного и регионального сотрудничества, участия в проектах и программах европейских агентств на основании постепенного приближения законодательства Украины к стандартам ЕС.
В Разделе VІ «Финансовое сотрудничество и борьба с мошенничеством» описываются механизмы и инструменты предоставления Украине финансовой помощи ЕС для достижения целей Соглашения об ассоциации. Соглашение предусматривает, что ЕС и Украина будут применять эффективные меры против мошенничества, коррупции и иных незаконных действий.
В Разделе VІІ «Институциональные, общие и заключительные положения» Соглашения описываются новые уровни и форматы сотрудничества между ЕС и Украиной. На самом высоком уровне будут проводиться саммиты ЕС — Украина. На министерском уровне диалог будет проводиться в рамках Совета по вопросам ассоциации. Помощь Совету по вопросам ассоциации в выполнении его функций будет предоставлять Комитет по вопросам ассоциации. Соглашение предусматривает и парламентское сотрудничество — в частности, создание Парламентского комитета по вопросам ассоциации.
Соглашение об ассоциации также будет содействовать проведению регулярных встреч с представителями гражданского общества. Для этого будет создана Платформа гражданского общества.

## Подготовка соглашения
Правовая база для заключения соглашений об ассоциации с Европейским союзом закреплена в Договоре о Европейском союзе 1993 года. Обычно ЕС заключает такие соглашения в обмен на обязательство проведения политических, экономических, торговых или судебных реформ. Подписав соглашение, государство-партнёр может получить ряд привилегий — беспошлинный доступ на некоторые или все рынки ЕС, получение финансовой или технической помощи, создание зоны свободной торговли с ЕС.
22 января 2006 года Совет министров иностранных дел ЕС утвердил мандат Еврокомиссии на переговоры с Украиной о новом базовом соглашении, призванном обеспечить качественно новый, более глубокий формат отношений и послужить стратегическим ориентиром в проведении системных социально-экономических реформ на Украине, широкомасштабной адаптации законодательства Украины к нормам и правилам ЕС. Мандат не предусматривал включения в соглашение перспективы членства Украины в ЕС, однако и не отрицал такой возможности. Украина, со своей стороны, рассматривала Соглашение об ассоциации как важный шаг на пути перехода в перспективе к следующему этапу — подготовке к вступлению в ЕС.
Переговоры начались 5 марта 2007 года. 9 сентября 2008 года в Париже, на саммите «Украина — ЕС», готовящийся документ получил своё название — «Соглашение об ассоциации». В течение 2007—2011 годов было проведено более двадцати раундов переговоров в рамках трёх рабочих групп. 18 февраля 2008 года стартовали переговоры по подготовке соглашения об углублённой и всеобъемлющей зоне свободной торговли (DCFTA) как неотъемлемой составной части Соглашения об ассоциации. Для этого была образована четвёртая рабочая группа, которая провела 18 раундов переговоров.
На саммите «Украина — ЕС» в ноябре 2010 года председатель Еврокомиссии Жозе Мануэл Баррозу сказал, что надеется подписать Соглашение об ассоциации с Украиной до середины 2011 года, однако арест лидера украинской оппозиции Юлии Тимошенко в августе 2011 года поставил перспективы подписания этого соглашения под сомнение. Так, Верховный представитель Европейского союза по иностранным делам и политике безопасности Кэтрин Эштон предупредила Украину, что, хотя переговоры по соглашению будут продолжены, в процессе его ратификации «могут возникнуть проблемы, если не изменится подход украинских властей» к судебному процессу над Юлией Тимошенко.
Маркус Лёнинг, уполномоченный правительства Германии по правам человека, осудил «избирательное и политически мотивированное правосудие в отношении Тимошенко» и заявил, что Германия и Евросоюз «будут пристально следить за развитием событий на Украине». Приговор по делу против Тимошенко, оглашённый в октябре того же года, вызвал однозначно негативную реакцию как США, так и Евросоюза.
11 ноября 2011 года в Брюсселе состоялся завершающий двадцать первый раунд переговоров, в ходе которого были окончательно согласованы все положения текста Соглашения об ассоциации с Европейским союзом. Подписать его планировалось во время XV саммита Украина — ЕС 19 декабря 2011 года, однако в связи с ситуацией вокруг Тимошенко подписание было отложено, а стороны ограничились лишь официальным объявлением о завершении переговоров. Лишь 30 марта 2012 года главами делегаций Украины и Евросоюза на переговорах было парафировано Соглашение об ассоциации с Европейским союзом, а 19 июля 2012 года — Соглашение об углублённой и всеобъемлющей зоне свободной торговли.
В апреле 2012 года канцлер ФРГ Ангела Меркель и министерство иностранных дел ФРГ обращались к президенту Януковичу с просьбой разрешить Юлии Тимошенко пройти обследование в немецкой клинике, но получили отказ. В ответ на обращение украинской оппозиции европейские лидеры летом 2012 года бойкотировали чемпионат Европы по футболу, проходивший на Украине и в Польше, в знак протеста против отказа украинского руководства облегчить положение Юлии Тимошенко.
С июня 2012 года на Украине действовала миссия Европарламента по наблюдению за решением на Украине проблемы выборочного правосудия (в неё вошли экс-председатель Европейского парламента Пэт Кокс и экс-президент Польши Александр Квасьневский), целью которой было решение проблемы тюремного заключения Юлии Тимошенко и других украинских оппозиционных политических деятелей. Её мандат несколько раз продлевался, вплоть до саммита «Восточного партнёрства» в Вильнюсе (ноябрь 2013).
Несмотря на критику ситуации на Украине, звучавшую со стороны Евросоюза в течение всего года, 10 декабря 2012 года Совет иностранных дел Евросоюза одобрил заключение относительно Украины, в котором выразил готовность подписать Соглашение об ассоциации между Украиной и ЕС на саммите «Восточного партнёрства» в Вильнюсе в ноябре 2013 года при условии, что Киев продемонстрирует решительные действия и ощутимый прогресс в реформировании избирательного законодательства, решении проблемы выборочного правосудия и продолжении конституционных реформ.

### 2013 год
15 февраля 2013 года кабинет министров Украины утвердил план первоочередных мероприятий на 2013 год по интеграции в Евросоюз.
В конце февраля 2013 года на саммите «Украина — ЕС» европейскими представителями был выдвинут ряд требований по изменению законодательства Украины и устранению «выборочного правосудия». Президент Янукович заверил, что Украина сделает всё, что в её силах, чтобы выполнить условия ЕС.. 25 февраля Украина и ЕС подписали соглашение о выделении Киеву макрофинансовой помощи в размере 610 млн евро при условии возобновления сотрудничества между Украиной и МВФ. Этот вопрос время от времени поднимался ещё с 2010 года, однако условия, которые выдвигал МВФ, продолжали оставаться неприемлемыми для правительства Украины. В это же время президент Янукович вёл переговоры с Россией, пытаясь найти приемлемую модель сотрудничества Украины с Таможенным союзом ЕврАзЭС. ЕАЭС изначально задумывался руководством России как средство доминирования, или для подчинения своим интересам. В случае присоединения Украина должна была бы договариваться о торговле с ЕС только через Москву. Председатель Еврокомиссии Жозе Мануэль Баррозу ясно дал понять, что Украина не сможет одновременно быть членом Таможенного союза и присоединиться к соглашению о свободной торговле с ЕС. Тогда же, комментируя вопрос о возможности введения безвизового режима между ЕС и Украиной, глава Еврокомиссии отметил, что в этом направлении «должна быть проделана определенная работа».
В апреле 2013 года президент Янукович своим указом помиловал бывшего министра внутренних дел Юрия Луценко и бывшего министра охраны окружающей среды Георгия Филипчука, что было положительно воспринято европейскими чиновниками. Вопрос о судьбе Юлии Тимошенко, однако, так и остался нерешённым.
18 сентября Кабинет министров Украины единогласно одобрил проект Соглашения об ассоциации с Европейским союзом. В октябре президент России Путин заявил, что в случае создания ассоциации с ЕС Украина не сможет присоединиться к Таможенному союзу.
23 октября Европейский парламент принял резолюцию, которой рекомендовал подписать Соглашение о ассоциации с Украиной и дал согласие на его частичное применение без завершения ратификации, при условии выполнения обозначенных критериев.

#### Встреча в Москве 9 ноября
В конце 2013 года Путин высказал Януковичу намерение не допустить вступления Украины в Евросоюз или НАТО, а также угрожал оккупировать Крым и Донбасс в случае подписания Соглашения об ассоциации. Эту информацию подтвердили украинский чиновник Геннадий Москаль и тогдашний министр иностранных дел Польши Радослав Сикорский. Действия Януковича на встрече по Соглашению об ассоциации косвенно подтверждали это: на Вильнюсский саммит он прибыл с намерением соглашение не подписывать. 9 ноября Путин и Янукович встретились в Москве. После этой встречи Янукович решил не подписывать Соглашение об ассоциации с Евросоюзом. Действия Януковича на встрече по Соглашению об ассоциации косвенно подтверждали это: на встречу в Вильнюсе он прибыл с намерением соглашение не подписывать.
11 ноября Федерация промышленников Украины отправила открытое письмо президенту страны с просьбой отложить подписание соглашения об ассоциации с Евросоюзом, поскольку после подписания этого договора продукция целого ряда промышленных предприятий Украины станет неконкурентоспособной. 14 ноября президент Украины Янукович заявил, что у правительства Украины нет денег для модернизации предприятий в соответствии с техническими стандартами ЕС.
18 ноября состоялось заседание Совета министров иностранных дел Евросоюза, на котором планировалось принять окончательное решение, подписывать ли Соглашение об ассоциации с Украиной на саммите в Вильнюсе 28—29 ноября. Совет не смог принять решения, поскольку Украина не выполнила предъявлявшиеся к ней требования, — при этом было указано, что двери для Украины остаются открытыми.
Депутаты от Партии регионов и КПУ, однако, на заседании Верховной рады 21 ноября отклонили все шесть предложенных законопроектов, позволивших бы экс-премьеру Юлии Тимошенко выехать за рубеж для прохождения лечения, — то есть выполнить одно из основных требований Евросоюза. Был принят лишь закон «О внесении изменений в некоторые законодательные акты Украины относительно совершенствования законодательства по вопросам проведения выборов», подготовленный с учётом мнений экспертов Венецианской комиссии и ОБСЕ/БДИПЧ. Позднее в этот же день Кабинет министров Украины сообщил о приостановке подготовки к ассоциации с ЕС:

С целью принятия мер по обеспечению национальной безопасности Украины, более детального изучения и проработки комплекса мероприятий, которые необходимо осуществить для восстановления утраченных объёмов производства и направлений торгово-экономических отношений с Российской Федерацией и другими государствами — членами Содружества Независимых Государств, формирования надлежащего уровня внутреннего рынка, который обеспечивал бы паритетные отношения между Украиной и государствами-членами Европейского союза… приостановить процесс подготовки к заключению Соглашения об ассоциации между Украиной, с одной стороны, и Европейским союзом, Европейским сообществом по атомной энергии и их государствами-членами, с другой стороны, и действие решения Кабинета Министров Украины от 18 сентября 2013 г. «О подготовке к подписанию проекта Соглашения об ассоциации между Украиной, с одной стороны, и Европейским союзом и его государствами-членами, с другой стороны».
Вице-премьер Украины Юрий Бойко заявил, что переговоры об ассоциации будут приостановлены до тех пор, пока не разрешится вопрос о предоставлении со стороны Евросоюза компенсаций от потерь Украины, которые могут произойти от снижения торговли с РФ и другими странами СНГ в случае подписания Украиной этого соглашения. Иначе экономика Украины очень серьёзно пострадает и это отразится на уровне жизни населения. Правительство рассчитывает, что это решение и ожидаемая активизация отношений с Россией и другими странами СНГ будут способствовать активизации торгово-экономического сотрудничества, особенно в сфере энергетического машиностроения, космоса и авиастроения. Премьер-министр Украины Николай Азаров, в свою очередь, сказал, что одним из решающих факторов при принятии данного решения были крайне жёсткие условия, на которых МВФ согласился предоставить Украине новый кредит.
В СМИ распространилась информация, что, фактически, решение вопроса о присоединении к тому или иному интеграционному объединению (Евросоюз или Таможенный союз ЕврАзЭС) будет зависеть от финансовой выгоды, которую Украина может получить. Так, от России и ТС ЕврАзЭС Украина ожидала послаблений в экспортной и нефтегазовой сферах, а от ЕС ожидала списания долгов и предоставления новых кредитов.
22 ноября ЕС отклонил предложение украинского правительства провести переговоры в трёхстороннем формате Евросоюз — Украина — Россия как «беспрецедентное» в европейской практике.
В конце 2013 года Путин высказал Януковичу намерение не допустить вступления Украины в Евросоюз или НАТО, а также угрожал оккупировать Крым и Донбасс в случае подписания Соглашения об ассоциации. Эту информацию подтвердили украинский чиновник Геннадий Москаль и тогдашний министр иностранных дел Польши Радослав Сикорский. Действия Януковича на встрече по Соглашению об ассоциации косвенно подтверждали это: на Вильнюсский саммит он прибыл с намерением соглашение не подписывать.

## Вильнюсский саммит Восточного партнёрства и приостановление переговоров об ассоциации
В конце 2013 года Путин высказал Януковичу намерение не допустить вступления Украины в Евросоюз или НАТО, а также угрожал оккупировать Крым и Донбасс в случае подписания Соглашения об ассоциации. Эту информацию подтвердили украинский чиновник Геннадий Москаль и тогдашний министр иностранных дел Польши Радослав Сикорский. Действия Януковича на встрече по Соглашению об ассоциации косвенно подтверждали это: на Вильнюсский саммит он прибыл с намерением соглашение не подписывать. 9 ноября Путин и Янукович встретились в Москве. После этой встречи Янукович решил не подписывать Соглашение об ассоциации с Евросоюзом. Действия Януковича на встрече по Соглашению об ассоциации косвенно подтверждали это: на встречу в Вильнюсе он прибыл с намерением соглашение не подписывать.
28 ноября на саммите «Восточного партнёрства» в Вильнюсе было парафировано лишь соглашение о совместном авиапространстве между Украиной и ЕС. Соглашение об ассоциации между Украиной и ЕС подписано не было. 29 ноября, выступая на саммите, президент Украины Виктор Янукович заявил, что Украина сохраняет приверженность идеям евроинтеграции и намерена в ближайшем будущем подписать соглашение об ассоциации с ЕС, но прежде этого ожидает от руководителей Евросоюза и связанных с ним организаций «решительных шагов навстречу Украине в вопросе разработки и реализации программы финансово-экономической помощи с использованием всех имеющихся механизмов и ресурсов как институтов, так и государств — членов ЕС». Среди таких шагов Виктор Янукович назвал организацию программ бюджетной помощи со стороны ЕС и МВФ, пересмотр торговых ограничений на импорт украинской продукции, участие ЕС в реконструкции украинской газотранспортной системы и отказ стран — членов ЕС от участия в проектах по строительству систем транспортировки газа в обход Украины, а также урегулирование проблем и противоречий с Россией и другими странами Таможенного союза. В завершение Янукович выразил надежду, что Украина сможет подписать соглашение об ассоциации с ЕС уже на следующем саммите «Восточного партнёрства».
15 декабря Комиссар по вопросам расширения Европейского союза Штефан Фюле сообщил, что руководство ЕС приостанавливает переговоры с Украиной по соглашению об ассоциации.
Позднее, после ухода в отставку, премьер-министр Украины Николай Азаров утверждал, что Штефан Фюле во время переговоров неоднократно угрожал ему сменой украинского правительства, если данное соглашение не будет подписано.

## Реакция на приостановление работы над Соглашением об ассоциации с ЕС и дальнейшие события
«Глубокое разочарование» решением украинского правительства высказали чиновники Евросоюза, представители руководства США, ПАСЕ, европейских государств.
Представители США, Польши, Германии, Швеции и других стран обвинили Россию в срыве соглашения и давлении на Украину.
Решение кабинета министров вызвало массовые протесты в Киеве и ряде регионов Украины, что привело к отставке правительства Николая Азарова, а впоследствии — к полной смене власти.
2 марта 2014 года новое правительство Арсения Яценюка распорядилось возобновить подготовку к подписанию Соглашения об ассоциации с ЕС. 21 марта в Брюсселе был подписан политический блок Соглашения об ассоциации, а 27 июня — его экономическая часть.
Временное применение политических положений началось с 1 ноября 2014 года, а экономических — с 1 января 2016 года.
Полное вступление в силу Соглашения произошло 1 сентября 2017 года после завершения процесса ратификации всеми странами-членами Европейского союза, включая Нидерланды, где он был задержан в связи с консультативным референдумом..

### Трёхсторонние переговоры
В июле в Брюсселе начались трёхсторонние переговоры РФ, ЕС и Украины по обсуждению практических вопросов реализации соглашения о свободной торговле, входящего в экономический блок Соглашения об ассоциации, в контексте его влияния на торговлю между Россией и Украиной.
12 сентября 2014 года здесь была достигнута договорённость об отсрочке осуществления соглашения о создании глубокой всеобъемлющей зоны свободной торговли в рамках ассоциации Украины с ЕС до, как минимум, конца 2015 года и о сохранении на протяжении этого срока режима свободной торговли в рамках СНГ.
Трёхсторонние переговоры и консультации продолжались до декабря 2015 года, однако они так и не привели к подписанию специального юридического документа, который бы снял российские озабоченности в связи со вступлением в силу Соглашения об ассоциации между Украиной и ЕС в полном объёме с 1 января 2016 года. 16 декабря 2015 года президент РФ Владимир Путин подписал указ о приостановлении с 1 января 2016 года действия договора о зоне свободной торговли СНГ в отношении Украины «в связи с исключительными обстоятельствами, затрагивающими интересы и экономическую безопасность РФ и требующими принятия безотлагательных мер». Россия считает, что введение режима свободной торговли Украины с ЕС при действующем режиме свободной торговли Украины с Россией создало бы условия для бесконтрольного реэкспорта в Россию европейской продукции. Закон о приостановлении действия договора о ЗСТ в отношении Украины был принят Государственной думой 22 декабря, одобрен Советом Федерации 25 декабря и подписан Путиным 30 декабря 2015 года. Одновременно Владимир Путин подписал указ о частичном возобновлении с 2016 года действия в отношении Украины договора о ЗСТ в части таможенной пошлины с экспортируемого на Украину природного газа.
В качестве ответного шага парламент Украины принял закон «О внесении изменений в закон Украины „О внешнеэкономической деятельности“», разрешающий правительству вводить экономические санкции против России в ответ на российские решения по Зоне свободной торговли и продовольственному эмбарго.
Тем временем ещё 19 ноября 2015 года еврокомиссар по вопросам расширения и европейской политики соседства Й. Хан заявил, что Европейский союз не будет компенсировать Украине потерю российского рынка после введения Зоны свободной торговли ЕС — Украина.

## Ратификация соглашения

Страны, завершившие процесс ратификации

Соглашение должно быть ратифицировано Украиной, всеми членами Евросоюза, Европейским парламентом и Советом Европейского союза.
В апреле 2016 года в Нидерландах прошёл консультативный и корректирующий референдум по вопросу ратификации соглашения об ассоциации между Евросоюзом и Украиной. Большинство участников референдума проголосовало против ратификации соглашения, но данное решение следовало оформить отдельным законопроектом. С 29 сентября 2016 года соглашение об Ассоциации действует частично во «временной форме». Парламент Нидерландов обязал премьер-министра Марка Рютте не позднее 1 ноября 2016 года вынести решение и завершить процесс ратификации в сторону утверждения или денонсации Ассоциации, если бы было принято решение о денонсации, Марк Рютте должен был бы на Совете ЕС реализовывать своё право на «вето» согласно п. 8 ст. 218 Договора о функционировании ЕС. Процедура ратификации была возобновлена после того, как правительство Нидерландов в декабре согласовало с руководством ЕС специальное приложение, разъясняющие ряд положений соглашения.
Процедура ратификации всеми сторонами соглашения завершилась 11 июля 2017 года:
| Страна         | Решение принято  | Институт                                      | За          | Против      | ВЗД         | Депонирование    | Источник                        |
| -------------- | ---------------- | --------------------------------------------- | ----------- | ----------- | ----------- | ---------------- | ------------------------------- |
| Австрия        | 23 июля 2015     | Федеральное собрание                          | Единогласно | Единогласно | Единогласно | 6 августа 2015   | [ 89 ] [ 90 ] [ 91 ]            |
| Австрия        | 8 июля 2015      | Национальный совет                            | 134         | 47          | 0           | 6 августа 2015   | [ 92 ] [ 93 ]                   |
| Австрия        | 30 июля 2015     | Федеральный президент                         | Подписал    | Подписал    | Подписал    | 6 августа 2015   | [ 94 ] [ 95 ]                   |
| Бельгия        | 23 апреля 2015   | Палата представителей                         | 102         | 17          | 19          | 1 февраля 2016   | [ 96 ] [ 97 ] [ 98 ]            |
| Бельгия        | 13 мая 2015      | Монарх                                        | Подписал    | Подписал    | Подписал    | 1 февраля 2016   | [ 99 ]                          |
| Бельгия        | 22 июня 2015     | Парламент Немецкоязычного Сообщества Бельгии  | Принято     | Принято     | Принято     | 1 февраля 2016   | [ 100 ]                         |
| Бельгия        | 15 июля 2015     | Парламент Валлонии                            | Принято     | Принято     | Принято     | 1 февраля 2016   | [ 101 ]                         |
| Бельгия        | 26 июня 2015     | Фламандский парламент                         | Принято     | Принято     | Принято     | 1 февраля 2016   | [ 103 ]                         |
| Бельгия        | 25 июня 2015     | Парламент Франкоязычного Сообщества Бельгии   | Принято     | Принято     | Принято     | 1 февраля 2016   | [ 105 ]                         |
| Бельгия        | 20 ноября 2015   | Брюссельский столичный парламент              | Принято     | Принято     | Принято     | 1 февраля 2016   | [ 107 ] [ 108 ]                 |
| Бельгия        | 20 ноября 2015   | Брюссельская объединённая ассамблея           | Принято     | Принято     | Принято     | 1 февраля 2016   | [ 107 ]                         |
| Болгария       | 24 июля 2014     | Народное собрание                             | 90          | 2           | 1           | 9 сентября 2014  | [ 109 ]                         |
| Болгария       | 28 июля 2014     | Президент                                     | Подписал    | Подписал    | Подписал    | 9 сентября 2014  | [ 110 ]                         |
| Великобритания | 9 марта 2015     | Палата лордов                                 | Принято     | Принято     | Принято     | 8 апреля 2015    | [ 111 ]                         |
| Великобритания | 23 февраля 2015  | Палата общин                                  | Принято     | Принято     | Принято     | 8 апреля 2015    | [ 112 ]                         |
| Великобритания | 19 марта 2015    | Монарх                                        | Подписала   | Подписала   | Подписала   | 8 апреля 2015    | [ 113 ]                         |
| Венгрия        | 25 ноября 2014   | Национальное собрание                         | 139         | 5           | 0           | 7 апреля 2015    | [ 114 ]                         |
| Венгрия        | 5 декабря 2014   | Президент                                     | Подписал    | Подписал    | Подписал    | 7 апреля 2015    | [ 114 ]                         |
| Германия       | 8 мая 2015       | Бундесрат                                     | Единогласно | Единогласно | Единогласно | 22 июля 2015     | [ 115 ] [ 116 ] [ 117 ] [ 118 ] |
| Германия       | 26 марта 2015    | Бундестаг                                     | 567         | 64          | 0           | 22 июля 2015     | [ 119 ] [ 120 ]                 |
| Германия       | 27 мая 2015      | Федеральный президент                         | Подписал    | Подписал    | Подписал    | 22 июля 2015     | [ 121 ] [ 122 ]                 |
| Греция         | 18 ноября 2015   | Парламент                                     | Принято     | Принято     | Принято     | 6 января 2016    | [ 123 ]                         |
| Греция         | 24 ноября 2015   | Президент                                     | Подписал    | Подписал    | Подписал    | 6 января 2016    |                                 |
| Дания          | 18 декабря 2014  | Фолькетинг                                    | 102         | 8           | 0           | 18 февраля 2015  | [ 124 ]                         |
| Ирландия       | 27 января 2015   | Дойл Эрен                                     | 59          | 19          | 0           | 17 апреля 2015   | [ 125 ] [ 126 ]                 |
| Испания        | 19 февраля 2015  | Конгресс                                      | 296         | 1           | 12          | 19 мая 2015      | [ 127 ] [ 128 ]                 |
| Испания        | 15 апреля 2015   | Сенат                                         | Принято     | Принято     | Принято     | 19 мая 2015      | [ 129 ] [ 130 ]                 |
| Испания        | 19 мая 2015      | Монарх                                        | Подписал    | Подписал    | Подписал    | 19 мая 2015      | [ 131 ]                         |
| Италия         | 10 сентября 2015 | Сенат                                         | Принято     | Принято     | Принято     | 11 декабря 2015  | [ 132 ] [ 133 ] [ 134 ]         |
| Италия         | 11 июня 2015     | Палата депутатов                              | 245         | 112         | 31          | 11 декабря 2015  | [ 135 ] [ 136 ]                 |
| Италия         | 29 сентября 2015 | Президент                                     | Подписал    | Подписал    | Подписал    | 11 декабря 2015  | [ 137 ] [ 138 ]                 |
| Кипр           | 29 октября 2015  | Парламент                                     | 25          | 16          | 5           | 29 января 2016   | [ 139 ] [ 140 ]                 |
| Кипр           | 6 ноября 2015    | Президент                                     | Подписал    | Подписал    | Подписал    | 29 января 2016   | [ 141 ]                         |
| Латвия         | 14 июля 2014     | Саэйма                                        | 79          | 0           | 0           | 31 июля 2014     | [ 142 ] [ 143 ]                 |
| Латвия         | 18 июля 2014     | Президент                                     | Подписал    | Подписал    | Подписал    | 31 июля 2014     | [ 144 ]                         |
| Литва          | 8 июля 2014      | Сейм                                          | 87          | 0           | 1           | 29 июля 2014     | [ 145 ] [ 146 ]                 |
| Литва          | 11 июля 2014     | Президент                                     | Подписала   | Подписала   | Подписала   | 29 июля 2014     | [ 147 ]                         |
| Люксембург     | 18 марта 2015    | Палата депутатов                              | 52          | 2           | 3           | 12 мая 2015      | [ 148 ] [ 149 ]                 |
| Люксембург     | 12 апреля 2015   | Великий герцог                                | Подписал    | Подписал    | Подписал    | 12 мая 2015      | [ 150 ] [ 151 ]                 |
| Мальта         | 21 августа 2014  | Палата представителей                         | Приняла     | Приняла     | Приняла     | 29 августа 2014  | [ 152 ] [ 153 ] [ 154 ]         |
| Нидерланды     | 7 апреля 2015    | Палата представителей                         | 119         | 31          | 0           | 15 июня 2017     | [ 155 ] [ 156 ] [ 157 ]         |
| Нидерланды     | 7 июля 2015      | Сенат                                         | 55          | 20          | 0           | 15 июня 2017     | [ 158 ] [ 159 ] [ 160 ]         |
| Нидерланды     | 8 июля 2015      | Король                                        | Подписал    | Подписал    | Подписал    | 15 июня 2017     | [ 161 ]                         |
| Нидерланды     | 6 апреля 2016    | Консультативный референдум                    | 38,41%      | 61,59%      | 0,8%        | 15 июня 2017     | [ 162 ]                         |
| Нидерланды     | 23 февраля 2017  | Палата представителей (повторное голосование) | 89          | 55          | 0           | 15 июня 2017     | [ 163 ]                         |
| Нидерланды     | 30 мая 2017      | Сенат (повторное голосование)                 | 50          | 25          | 0           | 15 июня 2017     | [ 164 ]                         |
| Нидерланды     | 1 июня 2017      | Король (повторное подписание)                 | Подписал    | Подписал    | Подписал    | 15 июня 2017     | [ 165 ]                         |
| Польша         | 4 декабря 2014   | Сенат                                         | 76          | 0           | 0           | 24 марта 2015    | [ 166 ]                         |
| Польша         | 28 ноября 2014   | Сейм                                          | 427         | 1           | 0           | 24 марта 2015    | [ 167 ] [ 168 ]                 |
| Польша         | 17 декабря 2014  | Президент                                     | Подписал    | Подписал    | Подписал    | 24 марта 2015    | [ 169 ]                         |
| Португалия     | 20 марта 2015    | Ассамблея Республики                          | 206         | 16          | 8           | 13 мая 2015      | [ 170 ]                         |
| Португалия     | 21 апреля 2015   | Президент                                     | Подписал    | Подписал    | Подписал    | 13 мая 2015      | [ 171 ]                         |
| Румыния        | 2 июля 2014      | Палата депутатов                              | 293         | 0           | 0           | 14 июля 2014     | [ 172 ]                         |
| Румыния        | 3 июля 2014      | Сенат                                         | 113         | 1           | 1           | 14 июля 2014     | [ 173 ]                         |
| Румыния        | 9 июля 2014      | Президент                                     | Подписал    | Подписал    | Подписал    | 14 июля 2014     | [ 174 ]                         |
| Словакия       | 24 сентября 2014 | Национальный совет                            | 132         | 0           | 2           | 21 октября 2014  | [ 175 ]                         |
| Словакия       | 16 октября 2014  | Президент                                     | Подписал    | Подписал    | Подписал    | 21 октября 2014  | [ 176 ]                         |
| Словения       | 13 мая 2015      | Государственное собрание                      | 68          | 3           | 0           | 27 июля 2015     | [ 177 ] [ 178 ] [ 179 ]         |
| Словения       | 21 мая 2015      | Президент                                     | Подписал    | Подписал    | Подписал    | 27 июля 2015     | [ 180 ]                         |
| Украина        | 16 сентября 2014 | Верховная рада                                | 355         | 0           | 0           | 26 сентября 2014 | [ 181 ]                         |
| Украина        | 16 сентября 2014 | Президент                                     | Подписал    | Подписал    | Подписал    | 26 сентября 2014 | [ 182 ]                         |
| Финляндия      | 10 апреля 2015   | Эдускунта                                     | Принято     | Принято     | Принято     | 6 мая 2015       | [ 183 ]                         |
| Финляндия      | 24 апреля 2015   | Президент                                     | Подписал    | Подписал    | Подписал    | 6 мая 2015       | [ 184 ] [ 185 ] [ 186 ]         |
| Франция        | 7 мая 2015       | Сенат                                         | Принято     | Принято     | Принято     | 10 августа 2015  | [ 187 ] [ 188 ] [ 189 ]         |
| Франция        | 25 июня 2015     | Национальная ассамблея                        | 16          | 2           | 0           | 10 августа 2015  | [ 190 ] [ 191 ] [ 192 ]         |
| Франция        | 7 июля 2015      | Президент                                     | Подписал    | Подписал    | Подписал    | 10 августа 2015  | [ 193 ]                         |
| Хорватия       | 12 декабря 2014  | Сабор                                         | 118         | 0           | 0           | 24 марта 2015    | [ 194 ]                         |
| Хорватия       | 18 декабря 2014  | Президент                                     | Подписал    | Подписал    | Подписал    | 24 марта 2015    | [ 195 ]                         |
| Чехия          | 10 декабря 2014  | Сенат                                         | 52          | 3           | 12          | 12 ноября 2015   | [ 196 ] [ 197 ]                 |
| Чехия          | 17 сентября 2015 | Палата депутатов                              | 107         | 29          | 2           | 12 ноября 2015   | [ 196 ] [ 198 ] [ 199 ]         |
| Чехия          | 27 октября 2015  | Президент                                     | Подписал    | Подписал    | Подписал    | 12 ноября 2015   | [ 200 ] [ 201 ]                 |
| Швеция         | 26 ноябрь 2014   | Риксдаг                                       | 250         | 44          | 0           | 9 января 2015    | [ 202 ]                         |
| Эстония        | 4 ноября 2014    | Рийгикогу                                     | 65          | 1           | 0           | 12 января 2015   | [ 203 ] [ 204 ]                 |
| Эстония        | 13 ноября 2014   | Президент                                     | Подписал    | Подписал    | Подписал    | 12 января 2015   | [ 205 ]                         |
| ЕС и Евратом   | 16 сентября 2014 | Европейский парламент                         | 535         | 127         | 35          | 11 июля 2017     | [ 206 ]                         |
| ЕС и Евратом   | 26 июня 2017     | Евратом                                       | Принято     | Принято     | Принято     | 11 июля 2017     | [ 207 ]                         |
| ЕС и Евратом   | 11 июля 2017     | Совет Европейского союза                      | Принято     | Принято     | Принято     | 11 июля 2017     | [ 208 ]                         |

Процесс ратификации различается в разных странах. Обычно требуется ратификация парламентом (обеими палатами) и подпись главы государства.
16 сентября 2014 года Украина ратифицировала соглашение. Хронология процесса:
1. МИД Украины подготавливает ратификационный пакет документов — 23 июля 2014 года[210].
2. МИД согласовывает этот пакет с другими министерствами и ведомствами — 22 июля 2014 года[211].
3. МИД вносит соответствующее представление президенту — 1 сентября 2014 года[212].
4. Глава государства делает представление в парламент — 15 сентября 2014 года[213][214].
5. Верховная Рада принимает закон о ратификации договора — 16 сентября 2014 года[215].
6. Глава государства подписывает закон о ратификации договора — 16 сентября 2014 года[216].

## Реализация Соглашения об ассоциации
17 сентября 2014 года правительство Украины утвердило план реализации Соглашения об ассоциации между Украиной и Евросоюзом на 2014—2017 годы. 25 октября 2017 года был утверждён аналогичный документ на 2017—2025 годы.
В ноябре 2017 года президент Порошенко заявил, что Украина реализовала 15 % от общего объёма реформ, необходимых для полной реализации Соглашения об ассоциации. Согласно официальному отчёту правительства, в 2017 году было выполнено менее половины запланированных на год мероприятий по реализации Соглашения.

## Оценки и комментарии
На Украине сторонники интеграции с Россией заявляли, что соглашение об ассоциации с Евросоюзом идёт вразрез с географическим положением страны, её экономическими и культурными интересами.

### Позиция России
Президент России Владимир Путин неоднократно подчёркивал, что подписание тех или иных соглашений между Украиной и ЕС — суверенный выбор Украины. В то же время он предупреждал, что в случае подписания соглашений об ассоциации Украины с Евросоюзом и создания зоны свободной торговли между ЕС и Украиной Россия будет вынуждена принять меры по защите собственных экономических интересов и будет активно защищать свои рынки от украинских товаров, а также поставит вопрос об исключении Украины из зоны свободной торговли СНГ. Примерно ту же точку зрения озвучивал председатель правительства РФ Дмитрий Медведев.
Ведя переговоры с Евросоюзом о подписании Соглашения об ассоциации, президент Украины Виктор Янукович и украинское правительство в то же время предпринимали усилия по выработке приемлемой для Украины модели сотрудничества с Таможенным союзом ЕврАзЭС, хотя еврочиновники ещё весной 2011 года ясно дали понять, что Украина не сможет одновременно быть членом Таможенного союза и присоединиться к соглашению о свободной торговле с ЕС.
31 мая 2013 года Украина заключила меморандум о сотрудничестве с Таможенным союзом, который, по словам премьер-министра Украины Николая Азарова, давал Украине возможность участвовать в заседаниях органов Таможенного союза, а впоследствии — и Евразийского экономического союза, фактически в статусе наблюдателя.
Российское руководство параллельно прилагало усилия к тому, чтобы убедить Украину (как и некоторые другие бывшие советские республики) изменить свой евроинтеграционный выбор и вступить в Таможенный союз ЕврАзЭС. Серьёзная напряжённость возникла в российско-украинских отношениях в конце июля 2013 года: сначала Роспотребнадзор запретил импорт продукции украинской кондитерской компании «Рошен», а затем стало известно о большом скоплении украинских товаров на границе между странами в связи с ужесточением процедур таможенного досмотра грузов. Ситуация вызвала большую озабоченность не только у экспортёров, но и у украинских властей. В конце октября был приостановлен импорт в Россию вагонов украинских заводов «Азовобщемаш», «Днепровагонмаш» и Крюковского вагонзавода. В этот же ряд обозреватели ставили информационное давление со стороны России на украинскую гривну, осуществлявшееся путём распространения сообщений о растущем государственном долге Украины, сокращении её золотовалютных резервов, о грядущем на Украине дефолте и валютном кризисе.
В декабре 2013 года газета «Коммерсант» сообщила со ссылкой на информированные источники, близкие к администрации президента Украины, что в ходе российско-украинских переговоров, проходивших как до Вильнюсского саммита «Восточного партнёрства», так и после него, Россия пообещала Украине в общей сложности 15 млрд долларов в виде прямой помощи, кредитов и различных преференций. Кроме того, Украине было обещано снижение цен на газ, что должно было принести её бюджету ещё несколько миллиардов долларов. Москва также согласилась финансировать несколько крупных инфраструктурных проектов и заявила о готовности предложить ведущим украинским предпринимателям, в том числе из ближайшего окружения Виктора Януковича, участие в «чрезвычайно выгодных проектах», что должно было вызвать у них личную заинтересованность в сближении именно с Россией, а не с Евросоюзом. Именно эти «финансово-экономические аспекты» и стали решающим аргументом, убедившим Януковича отложить подписание соглашения об ассоциации с Евросоюзом. Однако о немедленном вступлении в Таможенный союз, по сведениям газеты «Коммерсант», речь не шла ни до Вильнюсского саммита, ни на переговорах в Сочи 6 декабря 2013 года.

### Экономический аспект
В среду, 3 ноября 2021, на заседании экономического Комитета Верховной Рады приняли рекомендации для правительства о пересмотре соглашений об ассоциации с Европейским Союзом, признав его экономически невыгодным для Украины. Парламентарии также отметили, что действие этого соглашения с ЕС не компенсировало ущерб Украины от потери российского рынка.
Об этом сообщил заместитель главы экономического Комитета Верховной Рады Украины Дмитрий Кисилевский на своей странице в Facebook.

В частности, Кисилевский сообщил, что экономическая часть соглашения об ассоциации Украины и ЕС невыгодна для украинской стороны.
«За время действия соглашения об ассоциации мы не компенсировали ущерб от потери российского рынка. А доля ЕС в украинском экспорте возросла в значительной степени из-за того, что уменьшилась доля стран Таможенного союза. При этом у нас хронический дефицит торгового баланса с ЕС даже без учёта реверсных поставок газа. И структура экспорта — сырьевая, а импорт — преимущественно высокотехнологичные товары», — отметил он.
Замглавы Комитета ВР также рассказал, что правительство должно поднять вопрос о прекращении субсидирования Евросоюзом экспорта своих товаров в Украину или внедрении компенсационных механизмов в интересах украинских производителей.
«Ведь сейчас европейцы субсидируют свой экспорт через разные инструменты, в том числе финансовые. Поэтому их производители вытесняют украинские товары уже с нашего внутреннего рынка», — объяснил он.
Также чиновник констатировал, что Украина рискует потерять большую часть экспорта в ЕС в связи с планируемым введением Брюсселем так называемого «углеродного налога».
Согласно анализу Нацбанка Украины, в структуре экспорта в ЕС преобладают сырьевые товары, однако значительно увеличилось число переработанных, нишевых и готовых изделий (в том числе среди продовольственных товаров, продукции машиностроения, промышленных изделий)
Кроме беспошлинных квот для экспорта и унификации стандартов, соглашение также в себя включает масштабную программу помощи малому и среднему бизнесу. В состав программы входит доступ к кредитованию в ЕБРР и ЕИБ, а также инструменты стимулирования бизнеса к модернизации технологий и процессов:
Некоторые аналитики считают, что подписание соглашений об ассоциации и зоне свободной торговли и даже теоретическое членство Украины в ЕС крайне невыгодны самой Украине. Вместо роста инвестиций, на который надеются представители украинского политикума, продолжится массовое закрытие украинских предприятий, начнётся снижение пошлин практически на все товары и увеличение импорта товаров из ЕС, что окончательно подорвёт и без того слабую экономику страны. Только снижение доходов бюджета, по некоторым оценкам, ежегодно может достигать 10—15 %. Многие украинские товары окажутся неконкурентоспособными по сравнению с европейскими, а выход украинских товаров на рынки ЕС будет жёстко ограничен квотами и европейскими стандартами, которые сегодня на Украине не соблюдаются, а чтобы их соблюдать, необходимы новые закупки дорогого оборудования и расширенная законодательная база, которой на Украине нет даже в проекте.
Профессор Норвежского института стратегических исследований Эрик Райнерт указывал в октябре 2015 года, что в соглашении об ассоциации «отсутствует равенство» партнёров — в частности, оно «содержит положения, согласно которым, если украинская промышленность будет мешать европейской, то будут установлены ограничения на экспорт».
18 января 2016 года, уже после вступления в действие соглашения о зоне свободной торговли (ЗСТ) между Украиной и ЕС, агропромышленник-миллиардер Ю. А. Косюк, внештатный советник президента Украины, заявил в интервью «Голосу Америки», что ЗСТ — «это обман Украины» и на самом деле «никакого открытия рынков не произошло… Европа говорит о ЗСТ с Украиной, и одновременно подписана куча исключений и ограничений для экспорта украинских товаров»; Косюк, в частности, указывает, что «для экспорта продовольственных товаров из Украины установлены катастрофически большие ограничения или квотирования».
По данным Информационной компании «ПроАгро», по состоянию на 8 января 2016 года были открыты квоты на беспошлинную поставку в ЕС 295,440 тыс. т украинской пшеницы и 3,790 тыс. т украинского ячменя, что составило, соответственно, 31,10 % и 1,52 % от годовой квоты. Квота на импорт кукурузы в размере 400 тыс. т была выбрана импортёрами полностью. Таким образом, к началу февраля основные квоты Украиной были исчерпаны. В середине марта были практически полностью исчерпаны и оставшиеся квоты на менее значимые товары.

## Имплементация
Соглашение имеет рассчитанный срок исполнения в 10 лет.
Согласно оценке Фонда им. Конрада Аденауэра на Украине, с 2014 по 2018 гг. Украина выполнила соглашение на 24 %. Оценка Фонда и «Украинского центра европейской политики» с 2014 по 2019 гг. — 41,6 %. Оценка вице-премьера по вопросам европейской и евроатлантической интеграции Украины Ольги Стефанишиной в сентябре 2019 г. — 45 %.
С сентября 2017 на Украине после вступления соглашения в силу правительство Гройсмана запустило систему мониторинга прогресса по имплементации соглашения «Пульс соглашения» (укр. Пульс угоди) в закрытом доступе. 21 ноября 2019 на заседании правительства премьер-министр Украины Алексей Гончарук в присутствии председателя представительства ЕС на Украине Матти Маасикаса презентовал доработанную кабмином систему в открытый доступ.
Некоторые журналисты, опираясь на оценки аналитического центра «Украинский центр европейской политики», использующего собственную систему «Навигатор соглашения» (укр. Навігатор угоди), запущенную 3 октября 2017 как изначально открытую при поддержке украинского представительства Фонда им. Конрада Аденауэра и правительств Германии и Нидерландов в рамках инициативы «Восточное партнёрство», высказывали мнения, что «Пульс соглашения» даёт завышенные показатели.

## Отношение населения Украины к евроинтеграции до вступления в силу в соглашения
| Дата    | Интеграция | Интеграция | Интеграция | Агентство                              |
|         | в ЕС       | в ТС       | нет        |                                        |
| 2008.01 | 63 %       | -          |            | BBC News                               |
| 2009.06 | 34 %       | -          |            | European Council on Foreign Relations  |
| 2010.05 | 53 %       | -          |            | GfK                                    |
| 2011.11 | 42 %       | 40 %       |            | Международный республиканский институт |
| 2011.11 | 45 %       | 34 %       |            | Центр Разумкова                        |
| 2011.12 | 40 %       | 33 %       |            | Демократические инициативы             |
| 2012.08 | 32 %       | 42 %       |            | Международный республиканский институт |
| 2012.12 | 48 %       | 32 %       |            | Демократические инициативы             |
| 2013.03 | 50 %       | 37 %       |            | Соціологічна група «Рейтинг»           |
| 2013.06 | 59 %       | 24 %       |            | ИФАК                                   |
| 2013.10 | 53 %       | 34 %       |            | Соціологічна група «Рейтинг»           |
| 2013.11 | 39 %       | 37 %       |            | КМІС                                   |
| 2013.12 | 46 %       | 36 %       |            | R&B Group                              |
| 2013.12 | 47 %       | 36 %       |            | Демократические инициативы             |
| 2013.12 | 43 %       | 30 %       | 20 %       | R&B Group                              |
| 2014.01 | 38 %       | 29 %       | 25 %       | Социополис                             |
| 2014.02 | 41 %       | 36 %       |            | Международный республиканский институт |
| 2014.02 | 47 %       | 38 %       |            | Социс                                  |
| 2014.03 | 62 %       | 38 %       |            | Социс                                  |
| 2014.03 | 50 %       | 27 %       |            | ГФК Юкрейн                             |
| 2014.03 | 53 %       | 28 %       |            | Международный республиканский институт |
| 2014.03 | 59 %       | 31 %       |            | Соціологічна група «Рейтинг»           |
| 2014.05 | 54 %       | -          |            | CNN                                    |
| 2014.06 | 61 %       | 22 %       |            | Центр Разумкова                        |
| 2015.07 | 55 %       | 14 %       | 31 %       | Соціологічна група «Рейтинг»           |
| 2017.11 | 59 %       | -          | 26 %       | Соціологічна група «Рейтинг»           |

В декабре 2012 года Центр «Социальный мониторинг» провёл опрос 2003 респондентов в 24 областях Украины, АР Крым и городе Киеве. 46 % опрошенных придерживались мнения, что Украина должна стать полноправным участником Таможенного союза и Единого экономического пространства, 35 % считали, что Украина должна подписать Соглашение о Зоне свободной торговли и политической ассоциации с Европейским союзом с дальнейшим вступлением в ЕС, а 19 % не определились с мнением. На Севере и в Центре соотношение сторонников ТС и ЕС было примерно одинаковым, на Западе преобладали сторонники ЕС (66 %), на Юге и Востоке — сторонники ТС (74 % и 54 %, соответственно).
В сентябре 2013 года Киевский международный институт социологии (КМИС) провёл опрос 2044 респондентов, проживающих во всех областях Украины (включая город Киев) и в Крыму. Опрос показал, что почти 76 % украинцев готовы были бы принять участие в референдуме по вступлению Украины в Евросоюз или в Таможенный союз с Россией, Белоруссией и Казахстаном. За вступление в ЕС проголосовали бы около 41 % опрошенных, за вступление в Таможенный союз — 35 %. Сторонники вступления в Евросоюз преобладали над сторонниками вступления в Таможенный союз в Западном и Центральном регионах (73 % против 13 % и 45 % против 25 %), а сторонники вступления в Таможенный союз преобладали над сторонниками вступления в Евросоюз в Южном и Восточном регионах (46 % против 26 % и 57 % против 18 %). За вступление в ЕС более склонны были голосовать представители молодёжи (18-29 и 30-39 лет — соответственно 50 % и 48 %) и средней возрастной группы (40-49 лет — 46 %), за вступление в Таможенный союз — представители старших возрастных групп (50-59 лет — 44 %, 60-69 лет — 47 % и старше 70 лет — 53 %). Схожие данные получены Центром Разумкова. См. также данные мониторингового исследования «DW — TREND» с несколько иной целевой аудиторией (жители городов с численностью населения более 50 тыс.).
По мнению части журналистов и аналитиков, украинцы имеют низкую осведомлённость в отношении последствий Соглашения об ассоциации и условий евроинтеграции.